# Lednik Tutek
Lednik Tutek (ryska: Ледник Тутек) är en glaciär i Kirgizistan.   Den ligger i oblastet Batken, i den sydvästra delen av landet, 500 km sydväst om huvudstaden Bisjkek. Lednik Tutek ligger 3 805 meter över havet.
Terrängen runt Lednik Tutek är mycket bergig. Runt Lednik Tutek är det glesbefolkat, med 18 invånare per kvadratkilometer. Det finns inga samhällen i närheten. Trakten runt Lednik Tutek är permanent täckt av is och snö.